# Bretteville-sur-Ay
Bretteville-sur-Ay è un comune francese di 371 abitanti situato nel dipartimento della Manica nella regione della Normandia.

## Società

### Evoluzione demografica
Abitanti censiti